# 通用航空
通用航空，简称通航，是指除军事、警务、海关缉私飞行和公共航空运输飞行以外的民用航空活动。其所使用的飞行器包括滑翔机、动力伞以至喷气式飞机。而全球大部分的机场也均设有专为通用航空服务的区域。
通用航空涵盖了广泛的业务范围，既有商业性的也有非商业性，包括飞行俱乐部、飞行训练、农业航空、轻型飞机制造及维护等。

## 定義
根據国际民用航空组织的分類，民用航空共有三類：
- 航空工作（Aerial Work）
- 商業航空運輸（Commercial Air Transport）

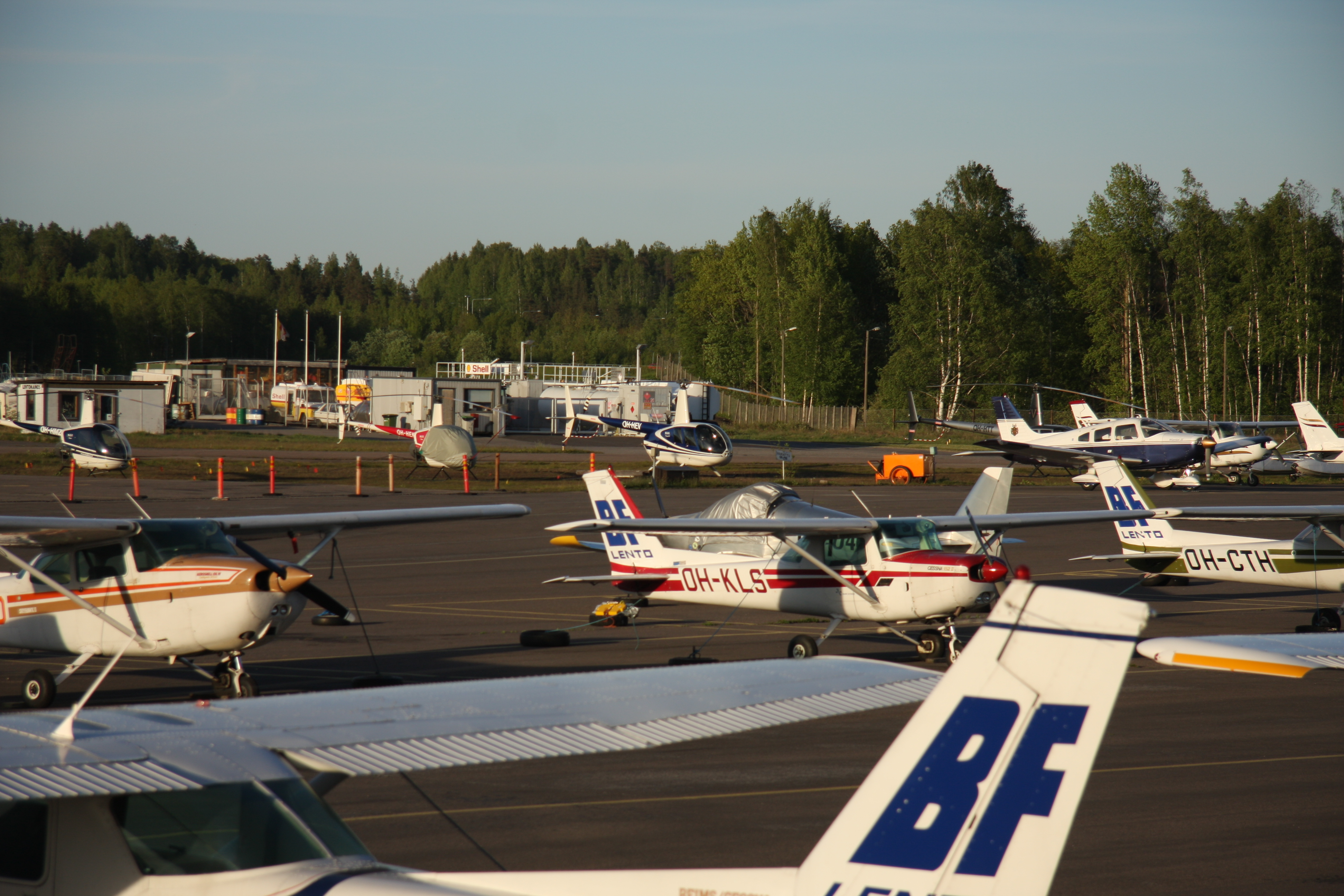
停泊于赫尔辛基-马尔米机场的通用航空飞行器

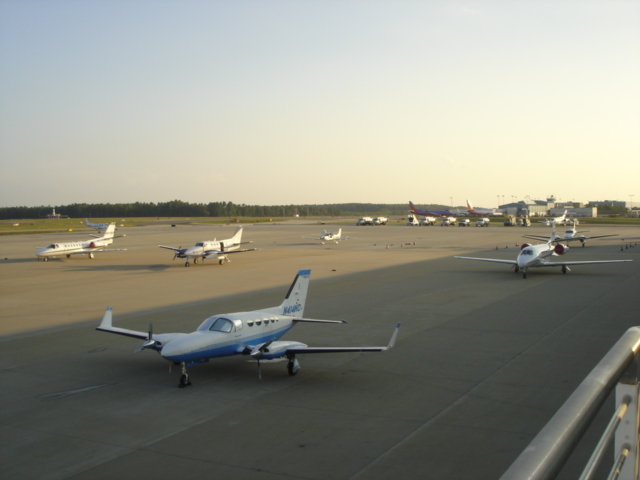
萊利都林國際機場的通用航空停机坪

- 通用航空（General Aviation）

通用航空包括空中旅游、空中運動及私人飛機等航空活动。商業航空運輸包括空中的士和定期/不定期的載人及/或載貨航空。
航空工作指具有特定目標或服務的航空活动，包括空中起重、農業、建築工程、拍攝、測量、廣告宣傳、「巡邏、搜索及救援任務」、飛行訓練及收集氣象數據等。

## 监管及安全
大多数国家都由各自的民用航空当局负责监管通用航空的飞行，并遵从国际民航组织的标准化代码，例子包括中国的中国民用航空局，或是統籌美国空域內所有非軍事航空活動的美国联邦航空管理局等等。
在中国，根据中国民用航空局的规定，中国的通用机场根据是否对公众开放分为A类和B类，同时根据能够搭载乘客的数量，A类又被分为三级。
通用航空的事故率也有相关机构统计。根据美国国家运输安全委员会数据，2005年在美国的通用航空平均每飞行10万小时即有1.31起致命事故，较定期航班的0.016起要高。在加拿大，每1000架飞机的致命事故中即有0.7架为休闲飞行；同时空中的士则在每10万小时的飞行中有1.1起致命事故。